# 波密小檗
波密小檗（学名：Berberis gyalaica）是小檗科小檗属的植物，是中国的特有植物。分布于中国大陆的西藏等地，生长于海拔2,000米至3,200米的地区，见于灌丛中、采伐迹地、路边及林下，目前尚未由人工引种栽培。

## 异名
- Berberis gyalaica Ahrendt var. minuta Ahrendt